# The Orphans of Nkandla
The Orphans of Nkandla est un documentaire britannique de 2004 sur les orphelins du sida dans la ville sud-africaine de Nkandla, produit et réalisé par Brian Woods (en) et Deborah Shipley.

## Description
L'épidémie de Sida a rendu orphelins un million d'enfants en Afrique du Sud. The Orphans of Nkandla suit le quotidien de trois enfants, de familles de la région de Nkandla confrontées aux conséquences de la maladie. Mbali Mbata, une jeune fille de 13 ans, assure les tâches du ménage après l'école, et veille sur Sne-Themba, son frère de 7 ans, après la mort de leur mère, alors que leur père est lui-même atteint par la maladie. La deuxième situation est celle d'un jeune homme de 16 ans, qui s'occupe de ses deux nièces orphelines du Sida, Ntombi et Noxolo. Enfin la troisième famille est celle d'une jeune femme dont le mari est mort, qui est elle-même malade et doit assurer la survie de ses enfants. Le réalisateur accompagne une religieuse, Hedwig Maphumulo, qui travaille au dispensaire local et soutient les familles. Hedwig Maphumulo s'efforce d'obtenir des personnes malades qu'elles fassent un test de détection du virus HIV, pour bénéficier d'aides financières et de traitement médical. Mais elle se heurte aux résistances des adultes comme des enfants, qui craignent la stigmatisation qui accompagne la reconnaissance de la maladie.

## Prix et distinctions
Le film a remporté le Flaherty Award du meilleur documentaire unique aux British Academy Television Awards en 2005,.